# Highcliff
Highcliff – wieżowiec w Hongkongu, w Chinach o wysokości 252 m. Budynek otwarto w 2003, ma 73 kondygnacje.